# Дамбулла (храм)
Золотой храм Дамбулла (синг. දඹුල්ල, там. தம்புள்ளை) — пещерный буддийский храм I века до н. э., высеченный в скале, с многочисленными статуями Будды. Каменный храм спящего Будды является самым крупным пещерным храмом в Южной Азии. Храм является священным местом паломничества уже на протяжении 22 веков. Находится в городе Дамбулла Центральной провинции Шри-Ланка в 148 км от Коломбо, около города Матале.
В создании пещерного храмового комплекса принимали участие многие правители острова, сменявшие друг друга. Храмовый комплекс состоит из нескольких пещер, расположенных на высоте 350 метров, и многочисленных ниш, поверхность которых расписана буддийской настенной живописью.
Храм расположен на покрытой лесом живописной вершине горы. В храме имеется 5 основных пещер и остатки 25 скальных келий. В разных пещерах сохранились 153 статуи Будды, 3 статуи королей Шри-Ланки, 4 статуи богов и богинь, а также настенная буддийская живопись общей площадью 2100 м². В храме находится самая большая коллекция статуй Будды, многим из которых более 2000 лет. 73 статуи покрыты золотом, из-за чего храм получил название «Золотого».
Каждая из пяти пещер имеет своё название:
- Девараджалена. В пещере находится 14-метровая статуя лежащего Будды с учеником Анандой у его ног. Ещё есть четыре статуи Будды и статуя бога Вишну. Снаружи к пещере примыкает часовня бога Вишну.
- Махараджалена. Самая большая пещера, в которой находится ступа, окружённая 11-ю скульптурами Будды в состоянии медитации. В пещере есть много других скульптур.
- Маха Алут Вихарая. В пещере размером 27×10 м находятся 56 статуй, среди которых спящий 9-метровый Будда, 13 Будд в позе лотоса и 42 стоящих. На потолке нарисованы изображения 1000 Будд в состоянии медитации.
- Паччима Вихарая. Пещера 16 х 8×8 м с небольшой ступой в центре.
- Девана Алут Вихарая. Небольшая пещера, которая ранее использовалась в качестве склада. Содержит 11 статуй Будды, а также статуи богов Вишну, Катарагамы и местного бога Девата Бандары.

Золотой пещерный храм Дамбулла охраняется ЮНЕСКО.

## Фотогалерея

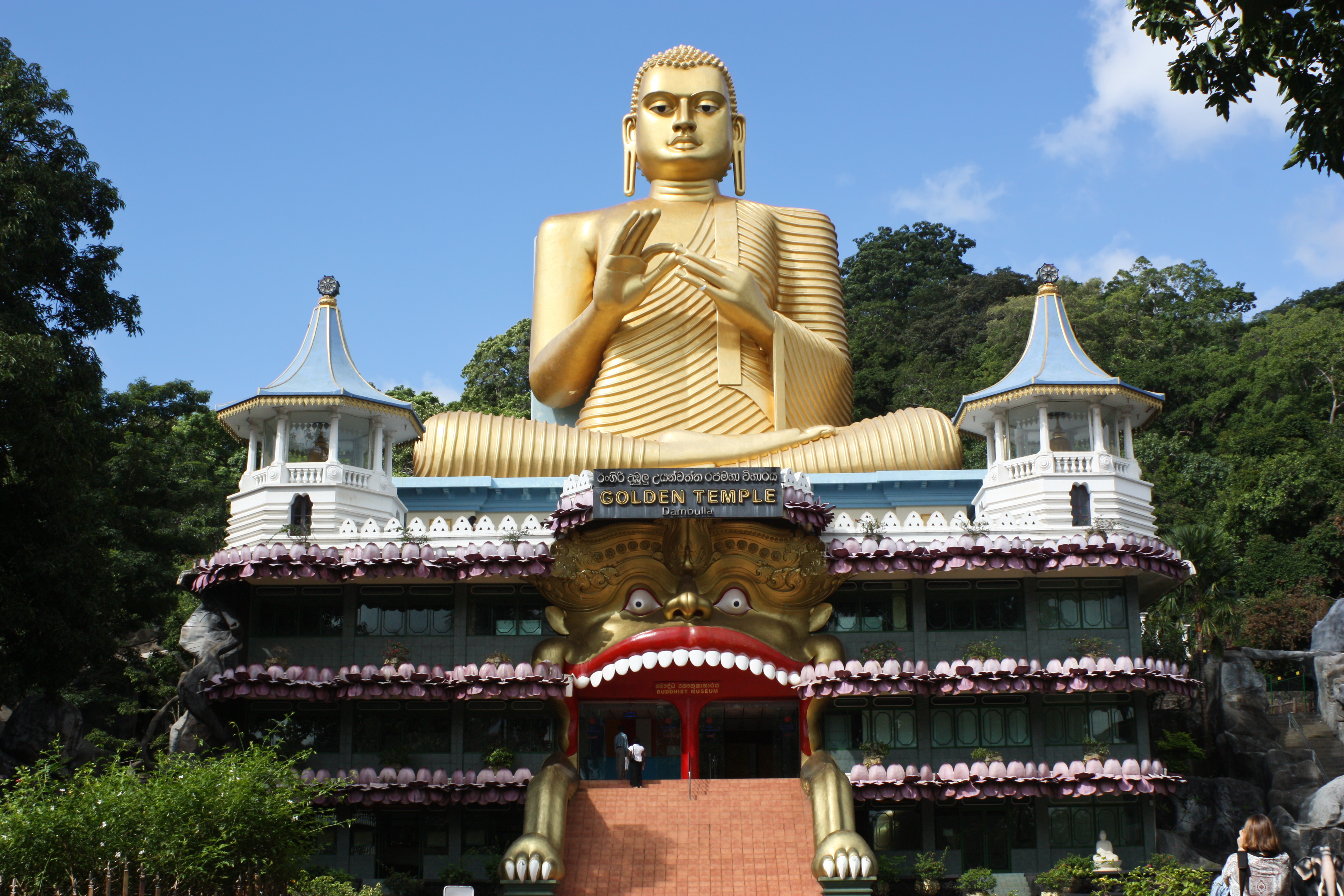
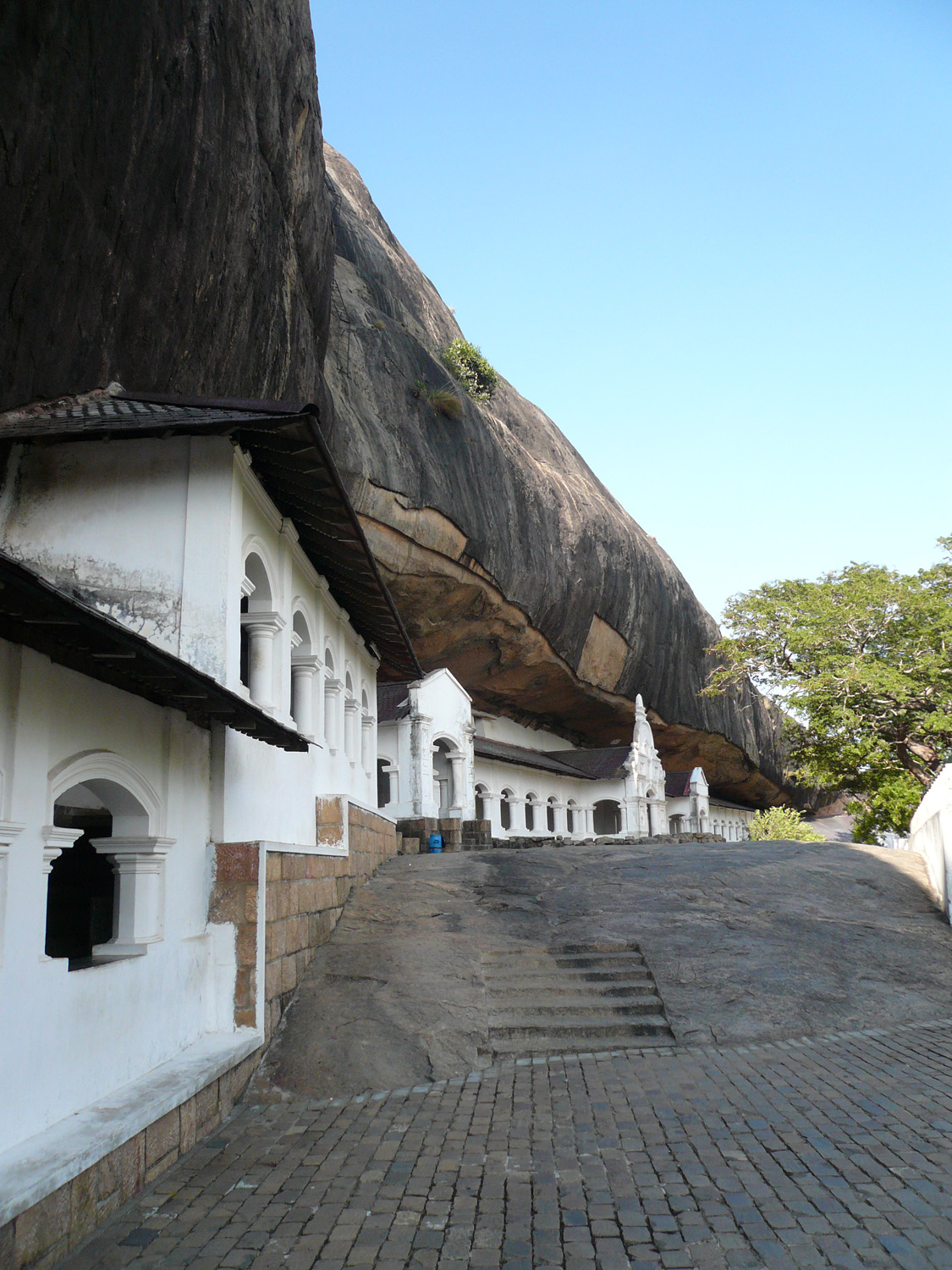
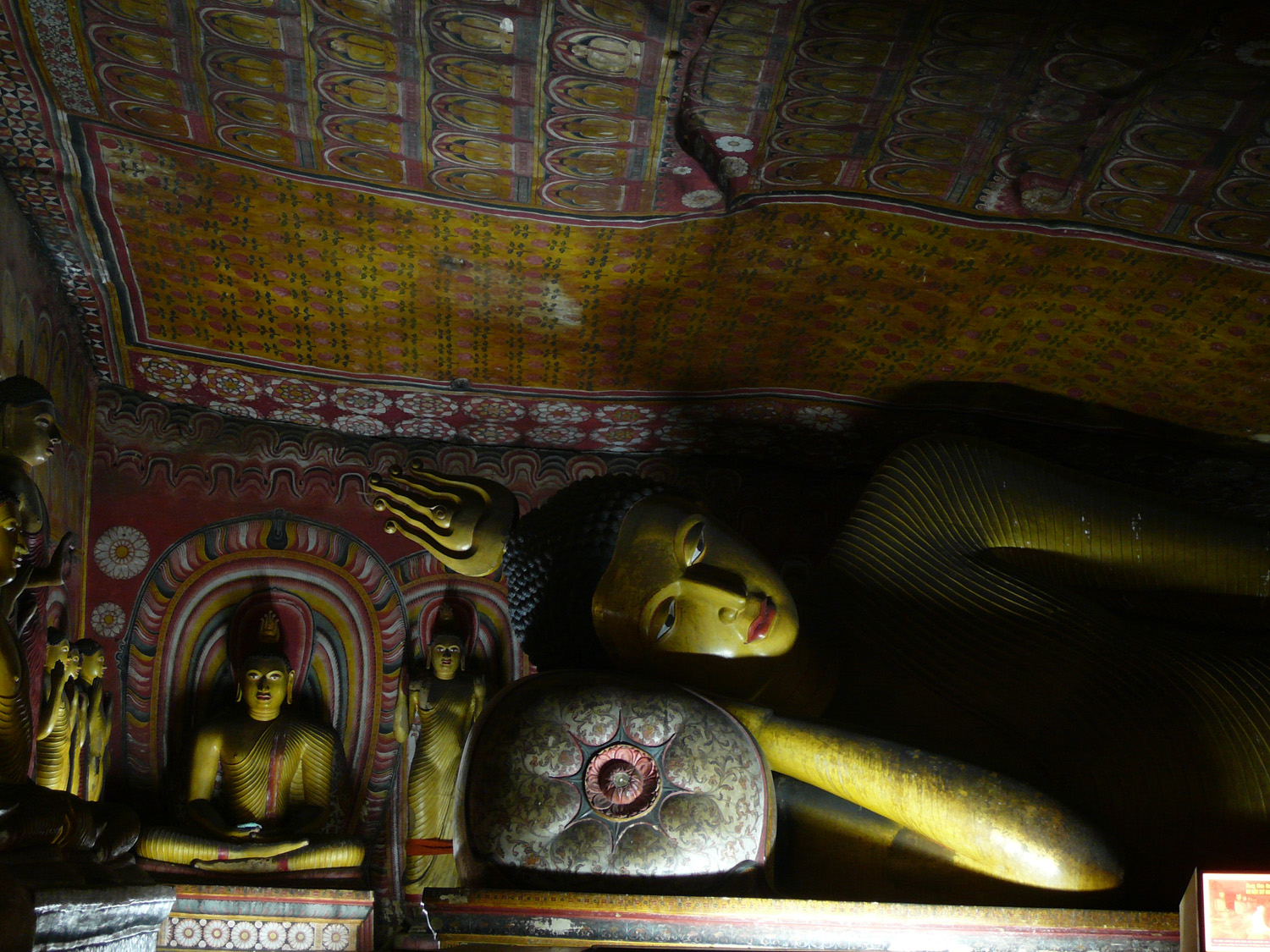
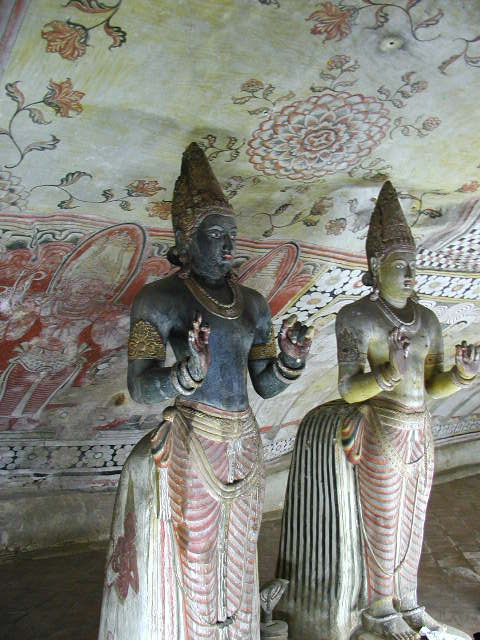
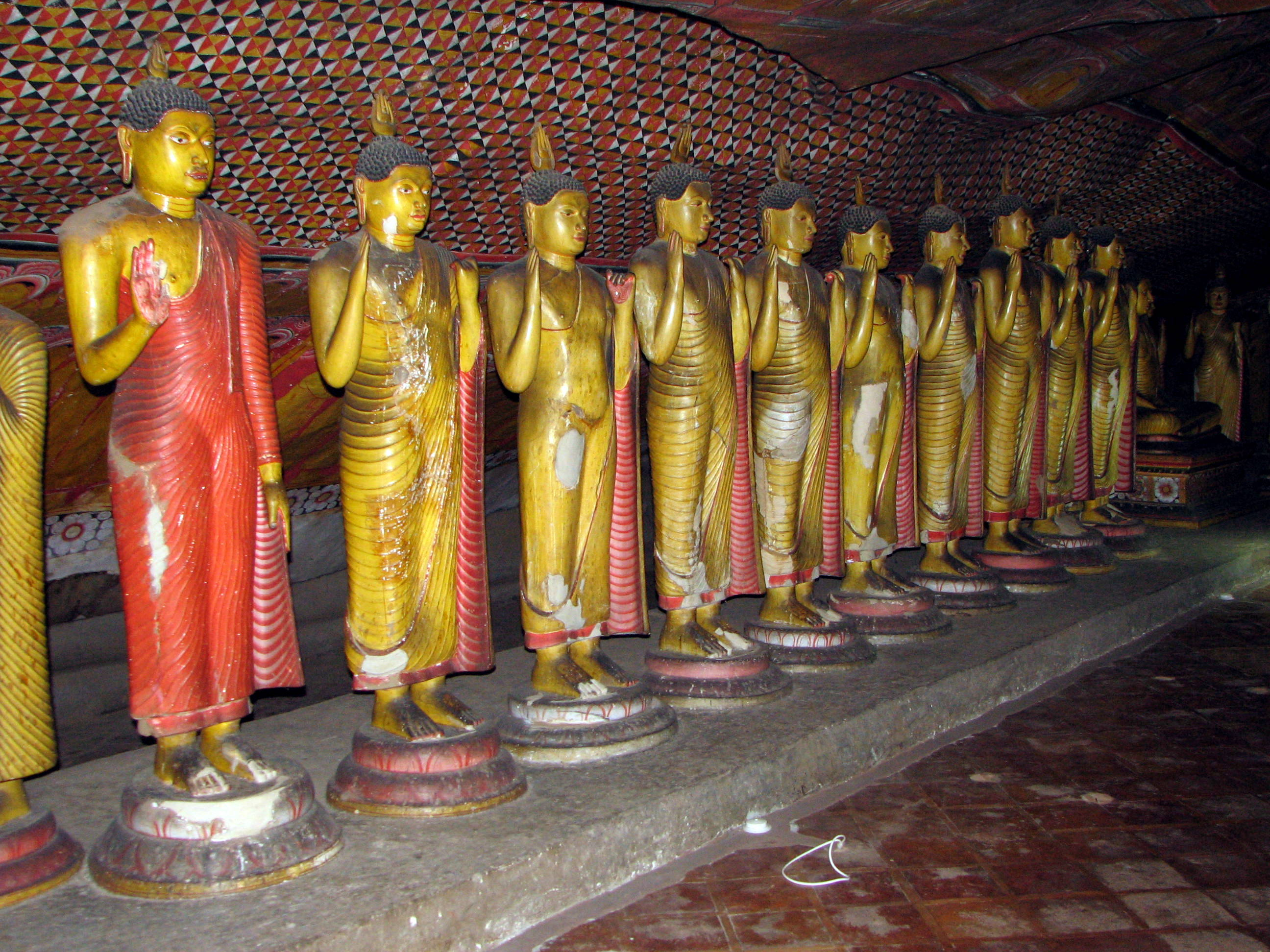
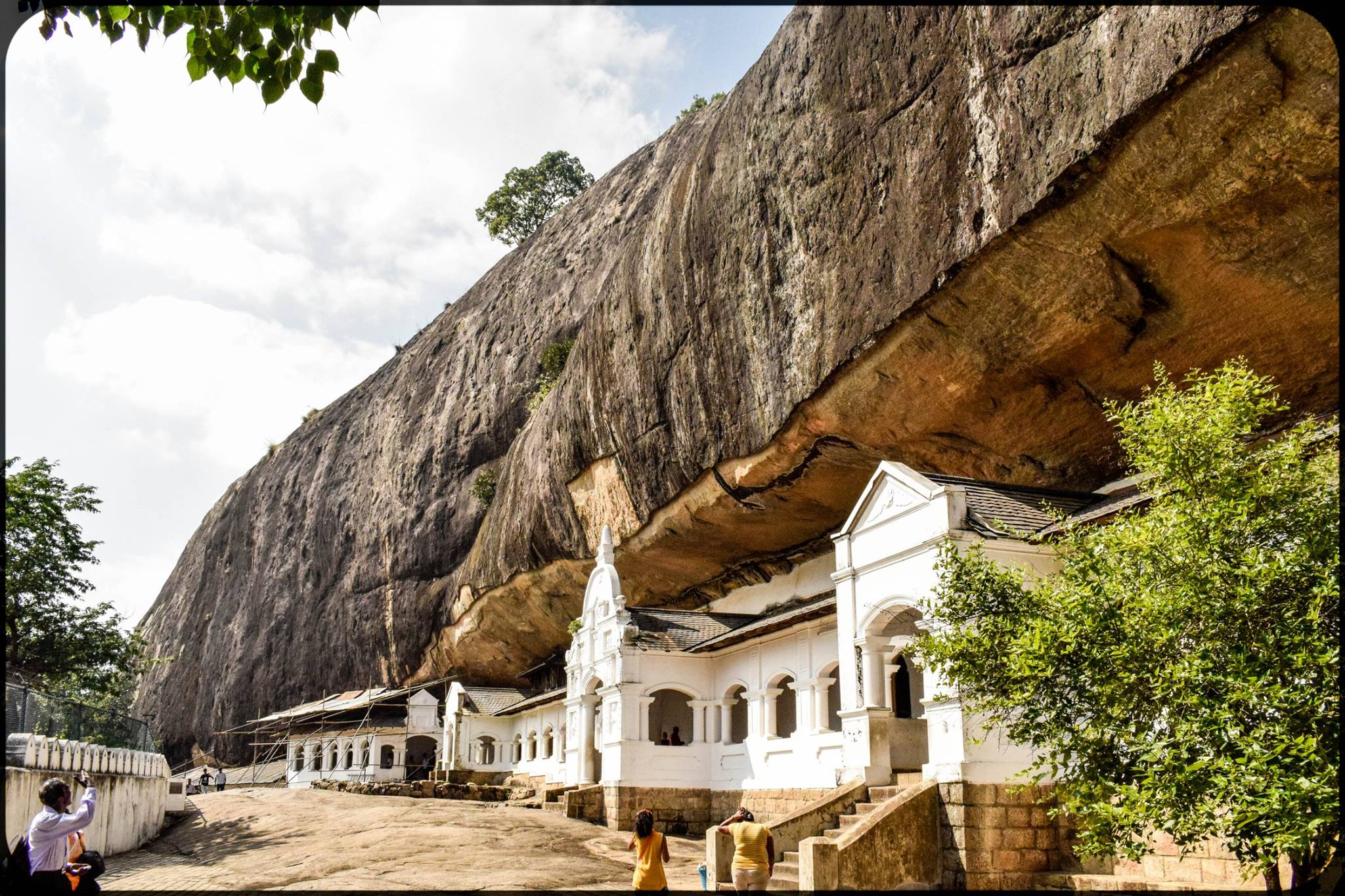
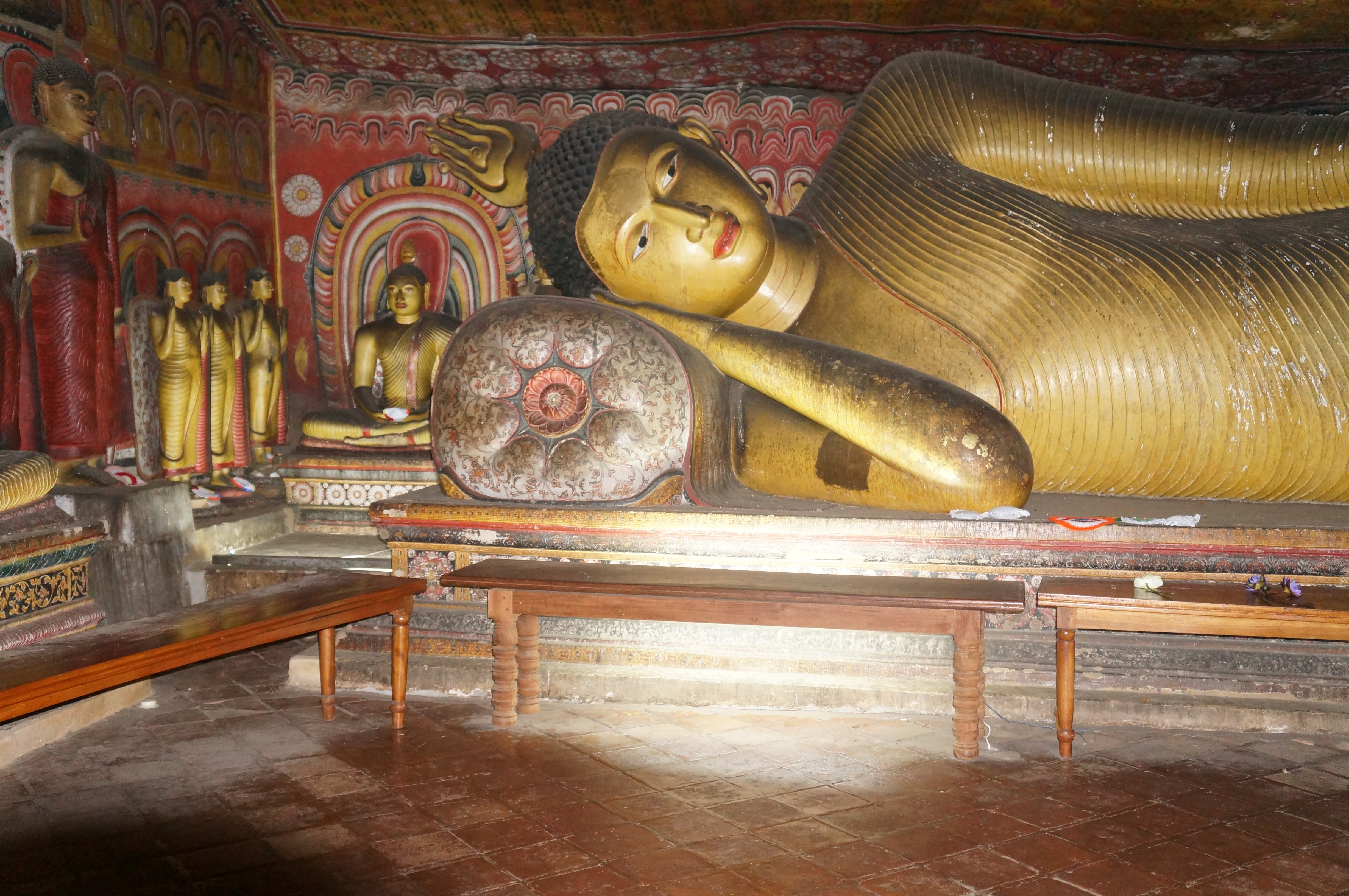
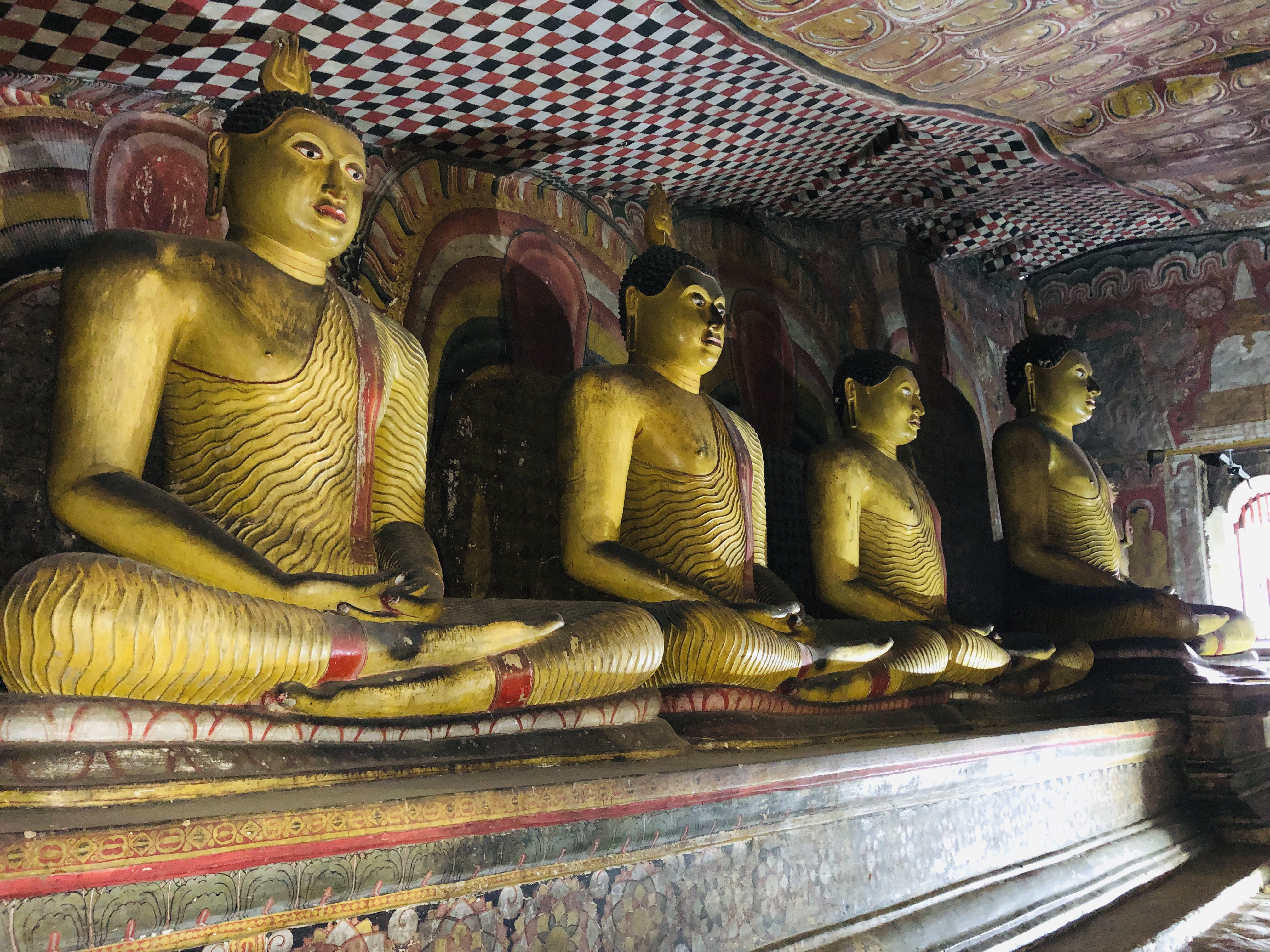
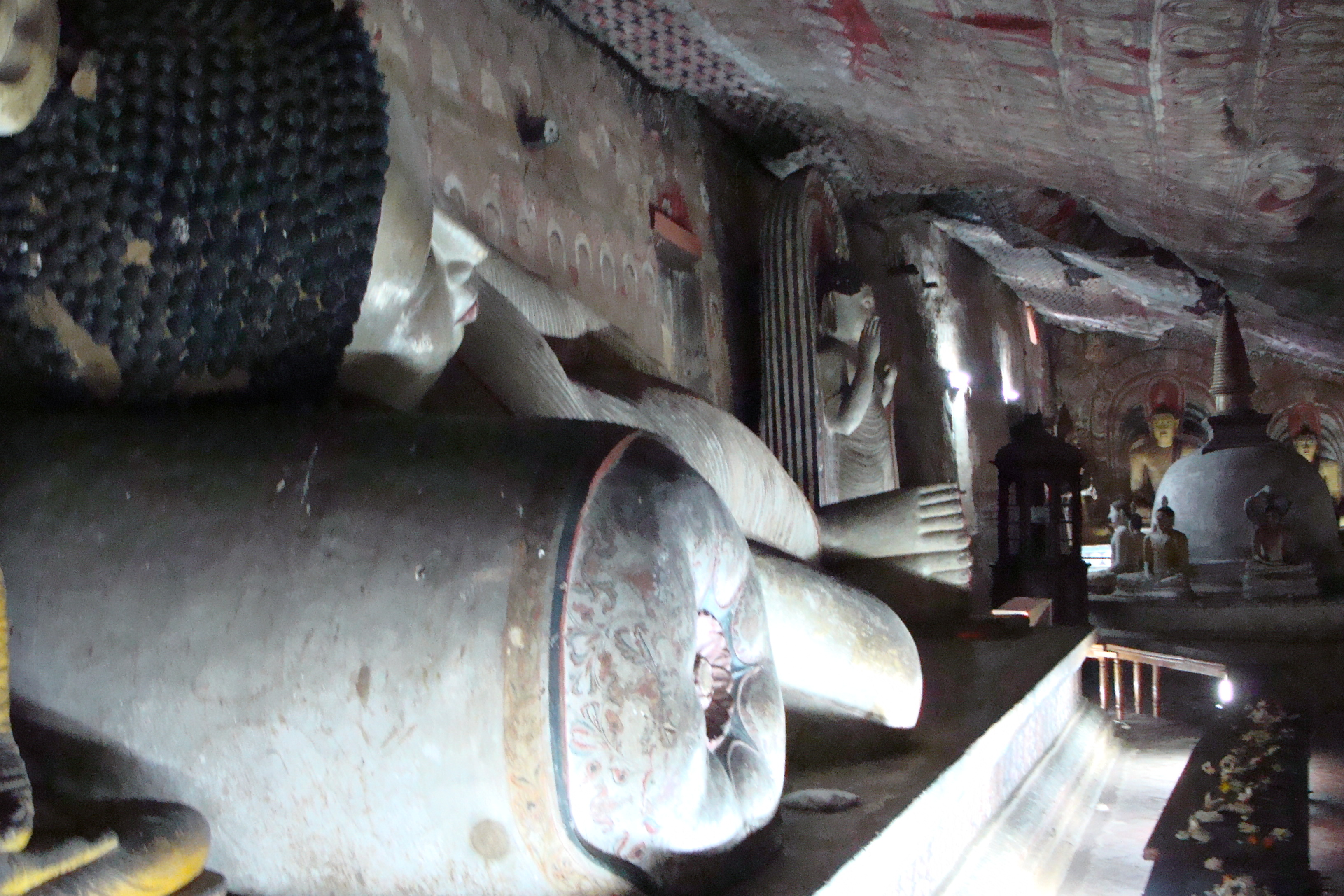
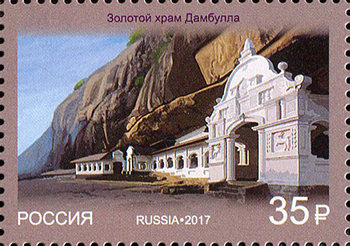